# Alfonso al III-lea de Asturia
Alfonso al III-lea  (n. 852 d.Hr., Lugo, Galicia, Spania – d. 20 decembrie 910 d.Hr., Zamora⁠(d), Castilia și León, Spania), poreclit și cel Mare, a fost regele Leonului, Galiciei și Asturiei din 866 până la moartea sa. El a fost fiul și succesorul lui Ordono I de Austria.
Nu se știu prea multe detalii despre Alfonso cu excepția câtorva fapte ale domniei sale și ale succesului său în consolidarea împărăției în timpul slăbiciunii căpeteniilor Umayyad din Cordoba. El a luptat și a câștigat numeroase victorii cu musulmanii din Al-Andalus, cu toate acestea, împărăția lui a fost întotdeauna inferioară celei din Cordoba și astfel a fost obligat să plătească tribut. 
El a învins o rebeliune basacă în 867 și, mult mai târziu, încă o luptă în Galitia. El a cucerit Oporto și Ciombra, în 868 și 878. În 869, el a format o alianță cu Regatul Pamplona și și-a consolidat această legătură prin căsătoria cu Jimena, care se crede că a fost fiica regelui Garcia Iniguez, sau a unui membru al Dinastiei Jimenez, și de asemenea, și-a căsătorit sora , Leodegundia, cu un prinț din Pamplona.
Cu un an înainte de moartea sa, trei dintre fii lui Alfonso s-au răzvrătit și l-au forțat să abdice, partiționând împărăția între ei. Fiul cel mare, Garcia, a devenit regele Leonului, al doilea, Ordono, a domnit în Galicia, în timp ce al treilea, Fruela, a primit Austria cu capitala sa, Oviedo. Alfonso a murit în Zamora, probabil în 910. Fostul său tărâm avea să se reunească prima dată atunci când Garcia a murit fără moștenitri și Leon a trecut de partea lui Ordono. 